# Базитамак
Базитамак (баш. Базытамаҡ) — село в Илишевском районе Башкортостана, административный центр Базитамакского сельсовета.

## Географическое положение
Деревня располагается на реке База, впадающей в реку Белую в 4 км севернее деревни. 
Расстояние до районного центра (Верхнеяркеево) 35 км, ближайшей ж/д станции (Буздяк) 142 км.

## История
В «Списке населенных мест по сведениям 1870 года», изданном в 1877 году, населённый пункт упомянут как деревня Базитамак 4-го стана Бирского уезда Уфимской губернии. Располагалась при речке Базитамаке, по правую сторону почтового тракта из Бирска в Мензелинск, в 80 верстах от уездного города Бирска и в 35 верстах от становой квартиры в деревне Дюртюли. В деревне, в 95 дворах жили 516 человек (261 мужчина и 255 женщин, мещеряки), была мечеть. Жители занимались земледелием, скотоводством, тканьем кулей.

## Население
| 2002 | 2009 | 2010 |
| ---- | ---- | ---- |
| 718  | ↘693 | ↘666 |

Национальный состав
Согласно переписи 2002 года, преобладающие национальности — башкиры (41 %), татары (36 %).

## Религия
В селе есть мечеть Ихлас.

## Известные уроженцы
- Ахатов, Шаукат Нурлигаянович (1922-2020) — Лауреат Премии Совета Министров СССР.